# Comté de Chittering
Le Comté de Chittering est une zone d'administration locale au sud-est de l'Australie-Occidentale en Australie. Le comté est situé à la périphérie nord-est de l'agglomération de Perth, la capitale de l'État.
Le centre administratif du comté est la ville de Bindoon.
Le comté est divisé en un certain nombre de localités:
- Bindoon
- Chittering
- Lower Chittering
- Mooliabeenee
- Muchea
- Wannamal

Le comté a 7 conseillers locaux et n'est pas divisé en circonscriptions.